# Vox-Haus
Das Vox-Haus (auch Voxhaus) in Berlin war ein nahe dem Potsdamer Platz im damaligen Bezirk Tiergarten gelegenes Bürohaus, in dem im Jahr 1923 die Geschichte des Hörfunks in Deutschland begann. Das Gebäude wurde 1908 fertig gestellt und 1971 abgerissen.

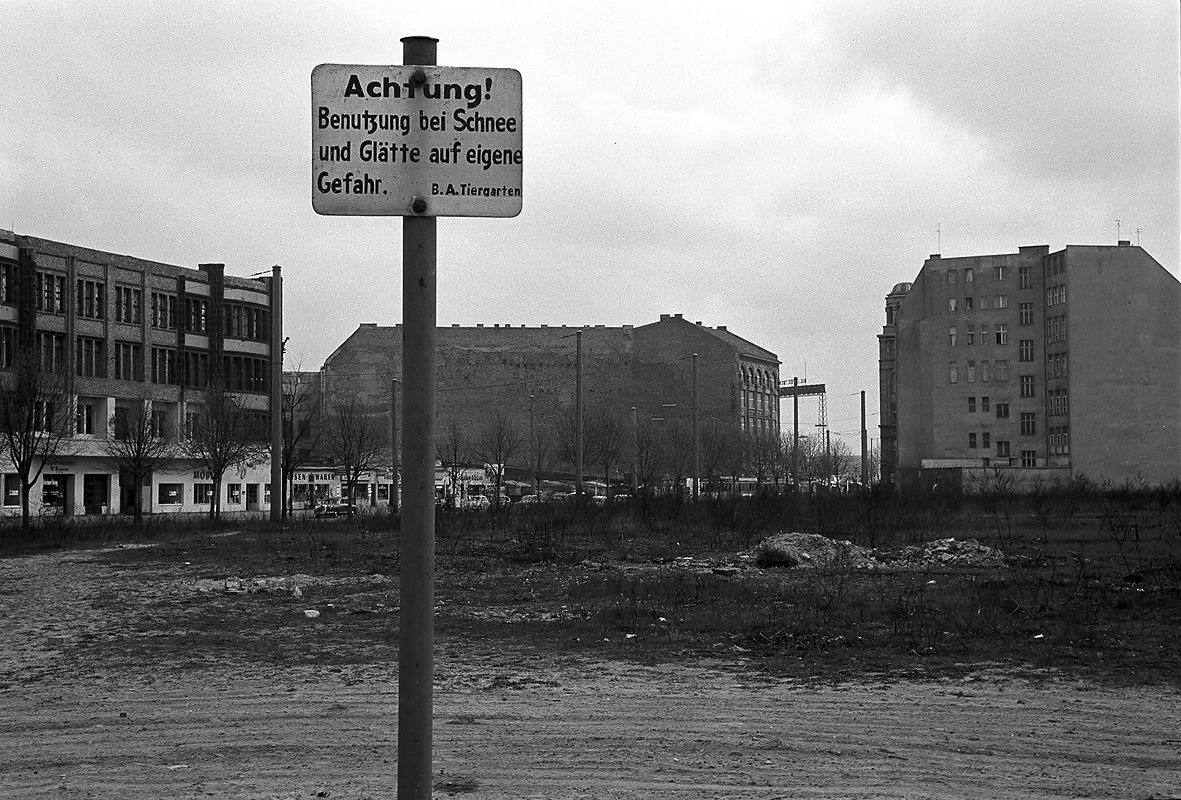
Vox-Haus von Süden mit langer Brandwand, 1960

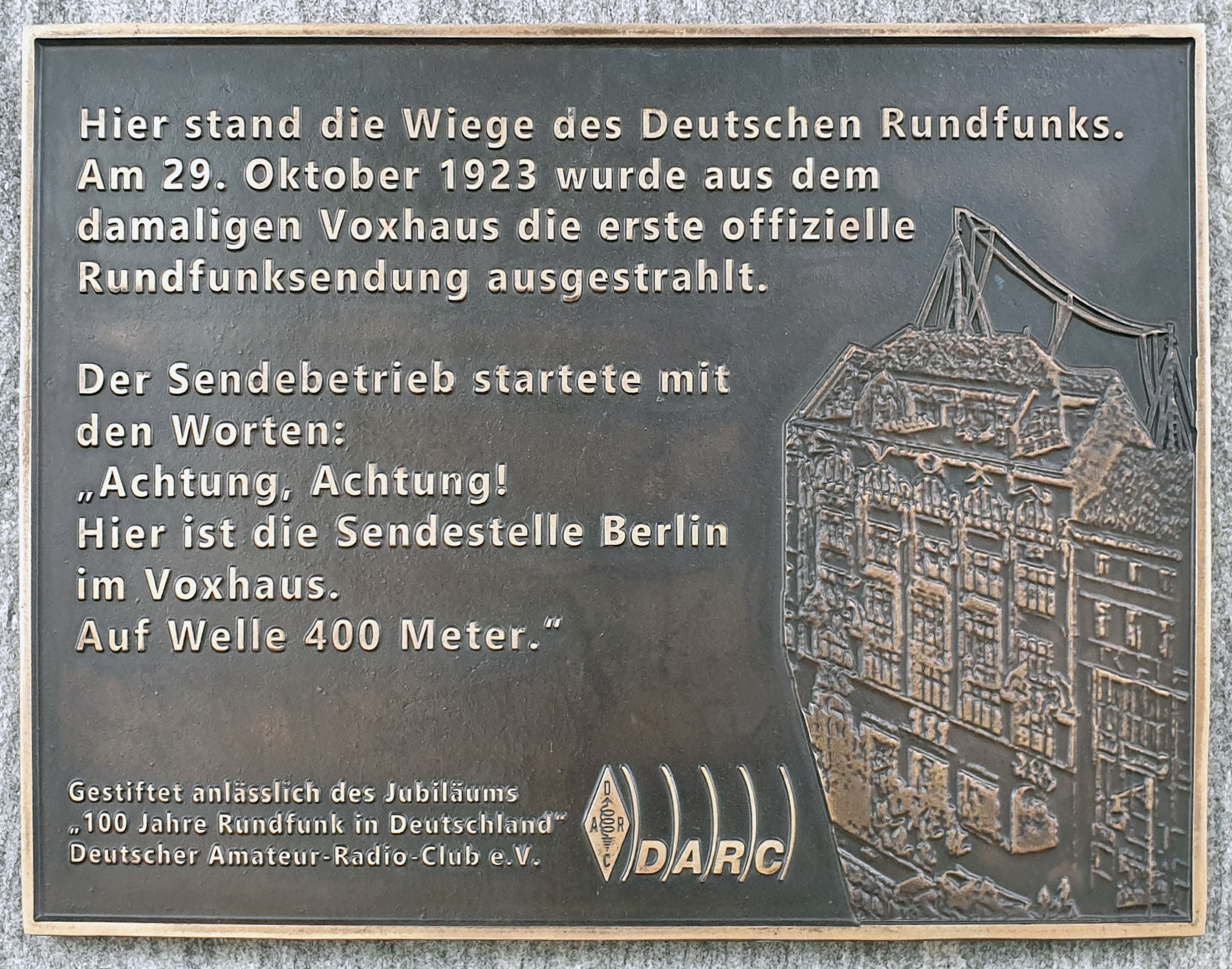
Gedenktafel am Potsdamer Platz 1, in Berlin-Tiergarten

## Lage
Das Vox-Haus hatte die Adresse Potsdamer Straße 4, ab 1937 Hausnummer 10. Heute nimmt der südwestliche Flügel des Kollhoff-Towers in der Alten Potsdamer Straße in etwa dieselbe Stelle ein. Etwas südwestlich vom einstigen Hausgrundstück zweigt die nach dem Vox-Haus benannte heutige Voxstraße von der Alten Potsdamer Straße ab.

## Geschichte

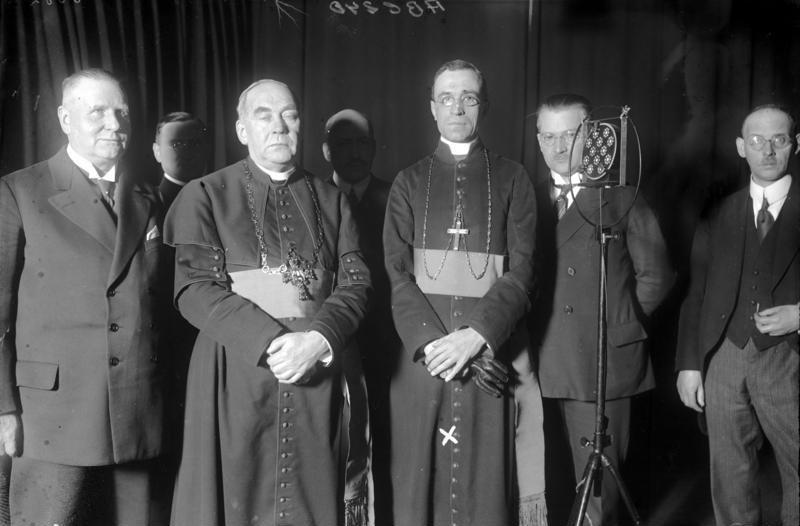
Gäste im Vox-Haus: Josef Deitmer, Breslauer Delegat für Brandenburg und Pommern, und der päpstliche Nuntius Eugenio Pacelli, 1924

Das fünfgeschossige Bürohaus in Stahlskelettbauweise entstand 1907 bis 1908 nach Plänen des Architekten Otto Stahn. Nach verschiedenen Umbauten erwarb 1920 der Vorläufer des Vox-Schallplattenkonzerns das Haus und beantragte 1921 die Genehmigung zur Errichtung von zwei Sende-Antennenmasten. Der Schweizer Architekt Otto Rudolf Salvisberg führte den Umbau für die Vox im Erd- und ersten Obergeschoss sowie die Umwandlung des vierten Obergeschosses in einen Ton-Aufnahme-Komplex durch. Anfang 1923 wurden die ersten festen Rundfunk-Sendeeinrichtungen eingebaut. Am 29. Oktober 1923 begann die Geschichte des Rundfunks in Deutschland, als in einer Dachkammer des Vox-Hauses die Funk-Stunde Berlin den regelmäßigen Sendebetrieb auf Welle 400 m (= 749,5 kHz) aufnahm.
Im Zweiten Weltkrieg wurde das Vox-Haus beschädigt und nach Instandsetzung neu vermietet. Das Bezirksamt Tiergarten ließ das Vox-Haus wegen dessen Lage im Nahbereich der Berliner Mauer am 22. März 1971 sprengen und das Grundstück räumen.